# DF-3A
DF-3A (Hán Việt: Đông Phong 3A; giản thể: 东风-3A; phồn thể: 東風-3A; bính âm: Dongfeng 3A; nghĩa đen 'Gió Đông 3A'; tên định danh NATO: CSS-2) là một loại tên lửa đạn đạo tầm trung-xa (IRBM) mang đầu đạn hạt nhân thuộc dòng tên lửa Đông Phong do Trung Quốc phát triển và chế tạo.
Năm 1988, Trung Quốc đã bán hàng chục tên lửa DF-3A (ước tính khoảng 36 đến 60 tên lửa) cho Ả Rập Xê Út. Năm 2014, Ả Rập Xê Út lần đầu tiên công khai trưng bày DF-3A trước công chúng.

## Lịch sử
Trung Quốc bắt đầu triển khai DF-3A vào năm 1971, số lượng triển khai đạt đỉnh là 110 tên lửa vào năm 1984, sau đó giảm xuống còn 50 tên lửa vào năm 1993. Bộ Quốc phòng Mỹ ước tính đến năm 2010, có 17 tên lửa và 10 bệ phóng vẫn còn hoạt động trong quân đội Trung Quốc, và được tổ chức thành một lữ đoàn duy nhất. Đến tháng 5 năm 2014, các bức ảnh vệ tinh chụp những thay đổi tại địa điểm phóng cho thấy có vẻ như đơn vị cuối cùng vận hành DF-3A đã hoàn tất việc chuyển đổi sang tên lửa DF-21.

## Quốc gia sử dụng
Trung Quốc
- Quân chủng Tên lửa của Quân đội Trung Quốc

 Ả Rập Xê Út
- Lực lượng Tên lửa Chiến lược Hoàng gia Saudi